# Liste des circonscriptions législatives de la Drôme
Le département français de la Drôme est, sous la Cinquième République, constitué de trois circonscriptions législatives à partir de 1958, puis de quatre circonscriptions à partir de 1986, nombre inchangé malgré le redécoupage national de 2010, entré en application lors des élections législatives de 2012.

## Présentation
Par ordonnance du 13 octobre 1958 relative à l'élection des députés à l'Assemblée nationale, le département de la Drôme est constitué de trois circonscriptions électorales. La création de nouveaux cantons en 1973 n'a pas d'impact sur la répartition des circonscriptions du département s'agissant simplement de redécouper certains cantons, à savoir ceux de Valence, de Romans-sur-Isère et de Montélimar.
Lors des élections législatives de 1986 qui se sont déroulées selon un mode de scrutin proportionnel à un seul tour par listes départementales, le nombre de sièges de la Drôme a été porté à quatre.
Le retour à un mode de scrutin uninominal majoritaire à deux tours en vue des élections législatives suivantes, a maintenu ce nombre de quatre sièges,.
Le redécoupage des circonscriptions législatives réalisé en 2010 et entrant en application à compter des élections législatives de juin 2012, n'a pas modifié le nombre et la répartition des circonscriptions de la Drôme.

## Composition des circonscriptions

### Composition des circonscriptions de 1958 à 1986

Carte des circonscriptions de la Drôme de 1958 à 1986

À compter de 1958, la Drôme comprend trois circonscriptions regroupant les cantons suivants :
- Première circonscription : Chabeuil - La Chapelle-en-Vercors - Châtillon-en-Diois - Crest-Nord - Crest-Sud - Die - Luc-en-Diois - Saillans - Valence-Nord - Valence-Sud
- Deuxième circonscription : Bourdeaux - Buis-les-Baronnies - Dieulefit - Grignan - Loriol-sur-Drôme - Marsanne - Montélimar - La Motte-Chalancon - Nyons - Pierrelatte - Rémuzat - Saint-Paul-Trois-Châteaux - Séderon
- Troisième circonscription : Bourg-de-Péage - Le Grand-Serre - Romans-sur-Isère - Saint-Donat-sur-l'Herbasse - Saint-Jean-en-Royans - Saint-Vallier - Tain-l'Hermitage

### Composition des circonscriptions depuis 1988
À compter du découpage de 1988, la Drôme comprend quatre circonscriptions :
- Première circonscription : Bourg-lès-Valence - Tain-l'Hermitage - Valence-I - Valence-II - Valence-III - Valence-IV
- Deuxième circonscription : Loriol-sur-Drôme (sauf commune d'Ambonil) - Marsanne - Montélimar-I - Montélimar-II - Pierrelatte -  Portes-lès-Valence
- Troisième circonscription : Bourdeaux - Buis-les-Baronnies - Chabeuil - La Chapelle-en-Vercors - Châtillon-en-Diois - Crest-Nord - Crest-Sud - Die - Dieulefit - Grignan - Luc-en-Diois - La Motte-Chalancon - Nyons - Rémuzat - Saillans - Saint-Jean-en-Royans - Saint-Paul-Trois-Châteaux - Séderon
- Quatrième circonscription : Bourg-de-Péage - Le Grand-Serre - Romans-sur-Isère-I - Romans-sur-Isère-II - Saint-Donat-sur-l'Herbasse - Saint-Vallier

À la suite du redécoupage des cantons de 2014, les circonscriptions législatives ne sont plus composées de cantons entiers mais continuent à être définies selon les limites cantonales en vigueur en 2010. Les circonscriptions sont ainsi composées des cantons actuels suivants :
- 1re circonscription : cantons de Tain-l'Hermitage (sauf commune de Châteauneuf-sur-Isère), Valence-1, Valence-2 (partie de Valence), Valence-3 (partie de Valence) et Valence-4
- 2e circonscription : cantons de Dieulefit (16 communes), Loriol-sur-Drôme (sauf communes d'Allex, Ambonil et Montoison), Montélimar-1, Montélimar-2 et Valence-3 (sauf partie de Valence), communes de Donzère, La Garde-Adhémar, Les Granges-Gontardes, Malataverne et Pierrelatte
- 3e circonscription : cantons de Crest, Dieulefit (28 communes), Le Diois, Grignan (sauf communes de Donzère, Les Granges-Gontardes et Malataverne), Nyons et Baronnies, Le Tricastin (sauf communes de Pierrelatte et La Garde-Adhémar), Valence-2 (sauf partie de Valence) et Vercors-Monts du Matin (18 communes), communes d'Allex, Ambonil et Montoison
- 4e circonscription : cantons de Bourg-de-Péage, Drôme des collines, Romans-sur-Isère, Saint-Vallier et Vercors-Monts du Matin (12 communes), commune de Châteauneuf-sur-Isère